# رادوتسه (آلکسیناتس)
رادوتسه (به صربی: Radevce) یک منطقهٔ مسکونی در صربستان است که در الکسیناتس واقع شده‌است. رادوتسه ۴۹۳ نفر جمعیت دارد.